# Exekutivt regeringsråd (Haiti 1957)
Detta är en lista över Haitis så kallade "exekutiva regeringsråd" som styrde 6 april-20 maj 1957.
| Namn                 | Ämbetsperiod            |
| -------------------- | ----------------------- |
| Léonce Bernard       | 6 april – 20 maj 1957   |
| Georges Bretous      | 6 april – 20 maj 1957   |
| Stuart Cambronne     | 6 april – 20 maj 1957   |
| Antoine Pierre-Paul  | 6 april – 24 april 1957 |
| Vilfort Beauvoir     | 6 april – 24 april 1957 |
| Weber Michaud        | 6 april – 20 maj 1957   |
| Seymour Lamothe      | 6 april – 20 maj 1957   |
| Raoul Daguilh        | 6 april – 20 maj 1957   |
| Théodore A. Nicoleau | 6 april – 24 april 1957 |
| Ernest B. Danache    | 6 april – 20 maj 1957   |
| Emmanuel Bruny       | 6 april – 20 maj 1957   |
| Max Bolté            | 6 april – 20 maj 1957   |
| Grégoire Eugène      | 6 april – 20 maj 1957   |